# Khun Sa

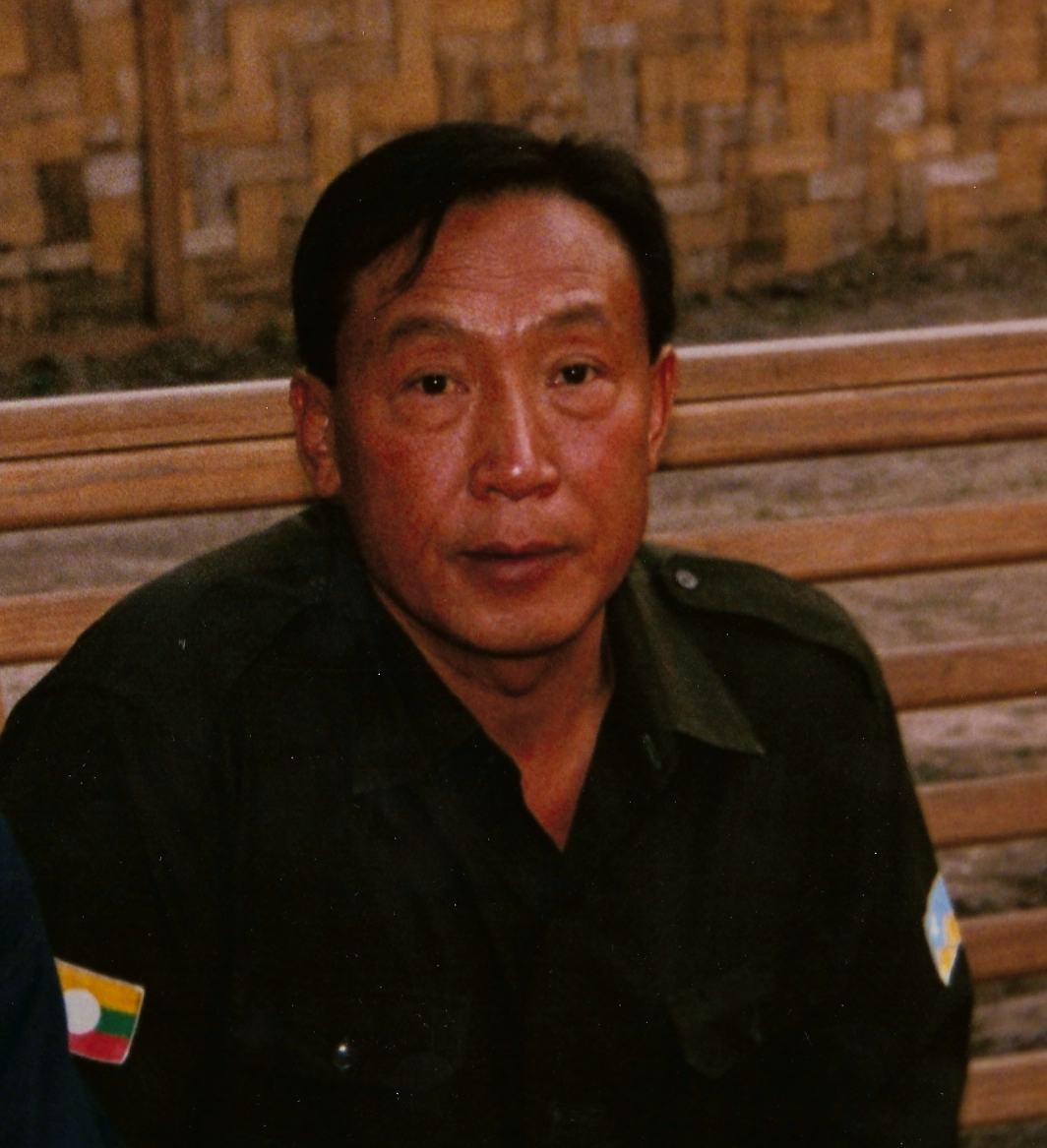
Khun Sa (1988)

Chang Shi-Fu alias Khun Sa (chinesischer Name Chang Shi-fu; * 17. Februar 1933; † 26. Oktober 2007 in Rangun) war ein Politiker, Rebellenführer und der Gründer der Shan United Army und der Muang Tai Army, auch Mong Tai Army (MTA) genannt, in Myanmar, dem ehemaligen Birma. Von 1982 bis 1996 kommandierte er im Goldenen Dreieck ein strategisches Territorium entlang der birmanisch-thailändischen Grenze, das die Hälfte des weltweiten Heroinangebots produzierte.

## Leben
Khun Sas Vater war chinesischer Herkunft, seine Mutter entstammte einer adligen Shan-Familie. Als Kindersoldat kämpfte er auf Seiten der nationalchinesischen Kuomintang in Birma, die vom CIA als „zweite Front gegen den Kommunismus“ (CIA Codename Operation Paper) aufgebaut wurden. 
Er gründete später seine eigene Miliz, die Shan United Army. 1963 unterstellte er seine Miliz dem Ka Kwe Ye, einem Programm von General Ne Win, dem damaligen Premierminister von Birma, das die Bildung von lokalen Milizen förderte, die die Militärregierung im Kampf gegen die Shan-Rebellen unterstützen sollte. Khun Sa erhielt Geld, Waffen und Uniformen von der Militärregierung. Nachdem seine Einheit auf 800 Mann angestiegen war, entzog er dem birmanischen Militär seine Unterstützung, besetzte Gebiete im Shan-Staat und im Wa-Staat und nahm die Produktion von Opium auf. 1967 war er mit seiner Privatarmee in Kämpfe mit Teilen der Kuomintang verwickelt. Nach mehreren Niederlagen wurde er 1969 vom birmanischen Militär verhaftet. Nach einer Geiselnahme zweier russischer Doktoren durch seinen Stellvertreter kam er 1973 in Freiheit. 1976 war er wieder aktiv im Drogenschmuggel und in der Drogenproduktion in seinem neuen Hauptquartier an der thailändisch-birmanischen Grenze in Ban Hin Taek in der Nähe von Mae Salong in der thailändischen Provinz Chiang Rai. Seine Armee führte parallel einen bewaffneten Kampf für größere Autonomie des Shan-Volks gegen die birmanische Militärregierung und gegen die Milizen der United Wa State Army. 1982 wurde Khun Sa von der thailändischen Armee aus Ban Hin Taek vertrieben. 1985 gründete er mit anderen Shan-Rebellen die Muang Tai Army. Sein neues Hauptquartier legte er in das in den Bergen nördlich der thailändischen Provinz Mae Hong Son gelegene Homong.
1989 wurde Khun Sa wegen der illegalen Einfuhr von Heroin in die USA in Abwesenheit angeklagt. Khun Sa bot daraufhin der US-Regierung seine ganze Heroinproduktion zum Kauf an. Die Shan seien von der Heroinproduktion abhängig, wäre dies doch die einzige Möglichkeit, ihren Kampf gegen die birmanische Militärdiktatur zu finanzieren.
1994 führte die amerikanische Drug Enforcement Administration (DEA) die sogenannte „Operation Tiger Trap“ durch. Am 27. November 1994 wurden Anhänger von Khun Sa auf thailändischem Boden von thailändischen Sicherheitsorganisationen und der DEA verhaftet und ihre Vermögenswerte beschlagnahmt. 13 Verdächtigte wurden später an die USA ausgeliefert. Nach einer Rebellion innerhalb der Mong Tai Army im Jahre 1996 musste sich Khun Sa dem myanmarischen Militär ergeben. Khun Sa wurde allerdings nicht an die USA ausgeliefert. 
Bis zu seinem Tod lebte Khun Sa in der ehemaligen myanmarischen Hauptstadt Yangon. Er genoss den Status der Immunität und war offiziell befugt, seine im Drogenhandel erwirtschafteten Gelder in zivile Projekte zu investieren wie Straßenbau, Teakholz-Export oder Edelsteinförderung. Dort starb er am 26. Oktober 2007. Die Todesursache ist nicht bekannt. Er litt an Diabetes und Bluthochdruck und war teilweise gelähmt. Er hatte drei Töchter und fünf Söhne, die alle im Ausland studiert hatten.